# Кульова лава

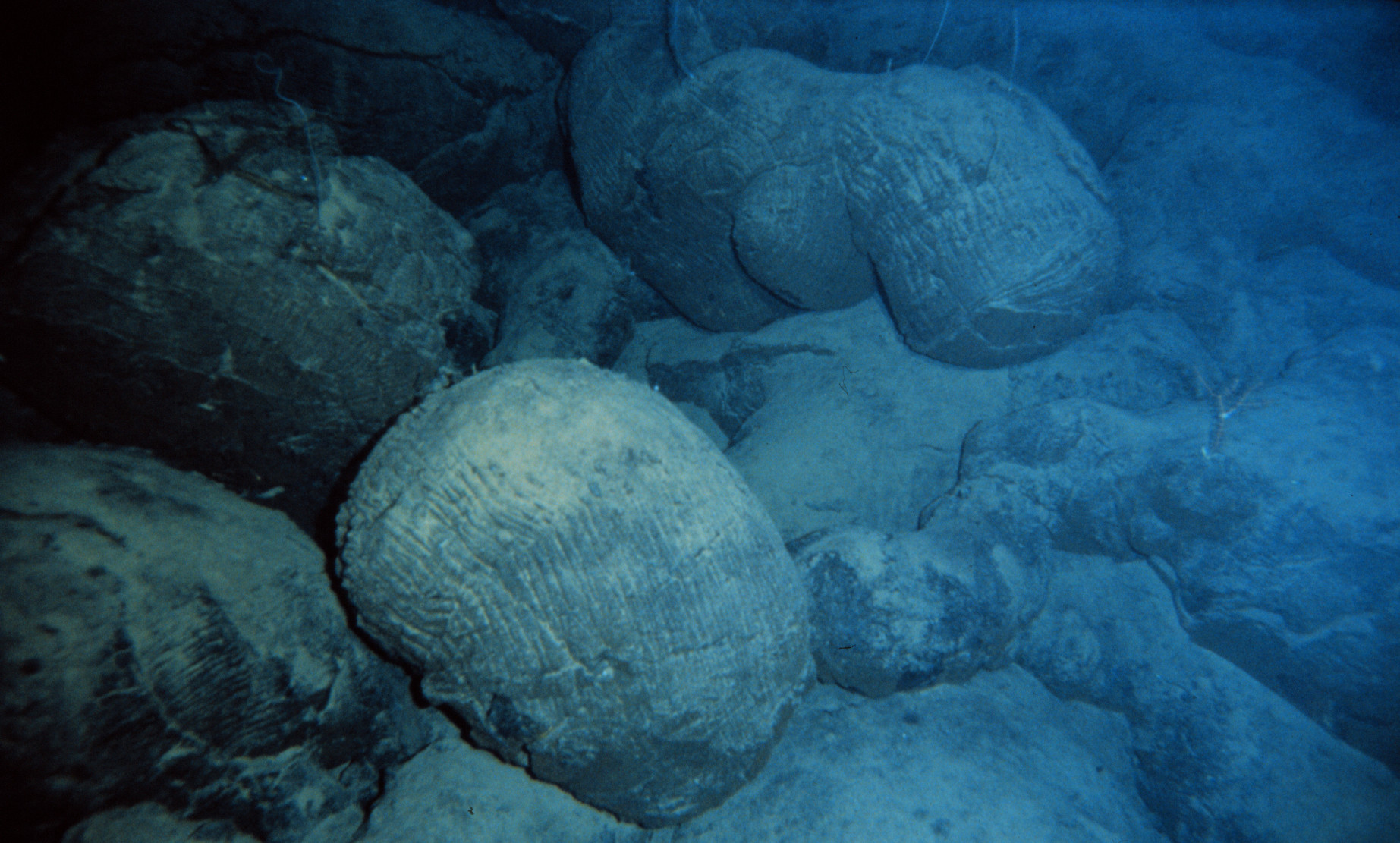
Кульова лава біля Гавайських островів. Видно паралельні борозенки, що виникли при видавлюванні лави через пролом в стінці материнської «подушки»

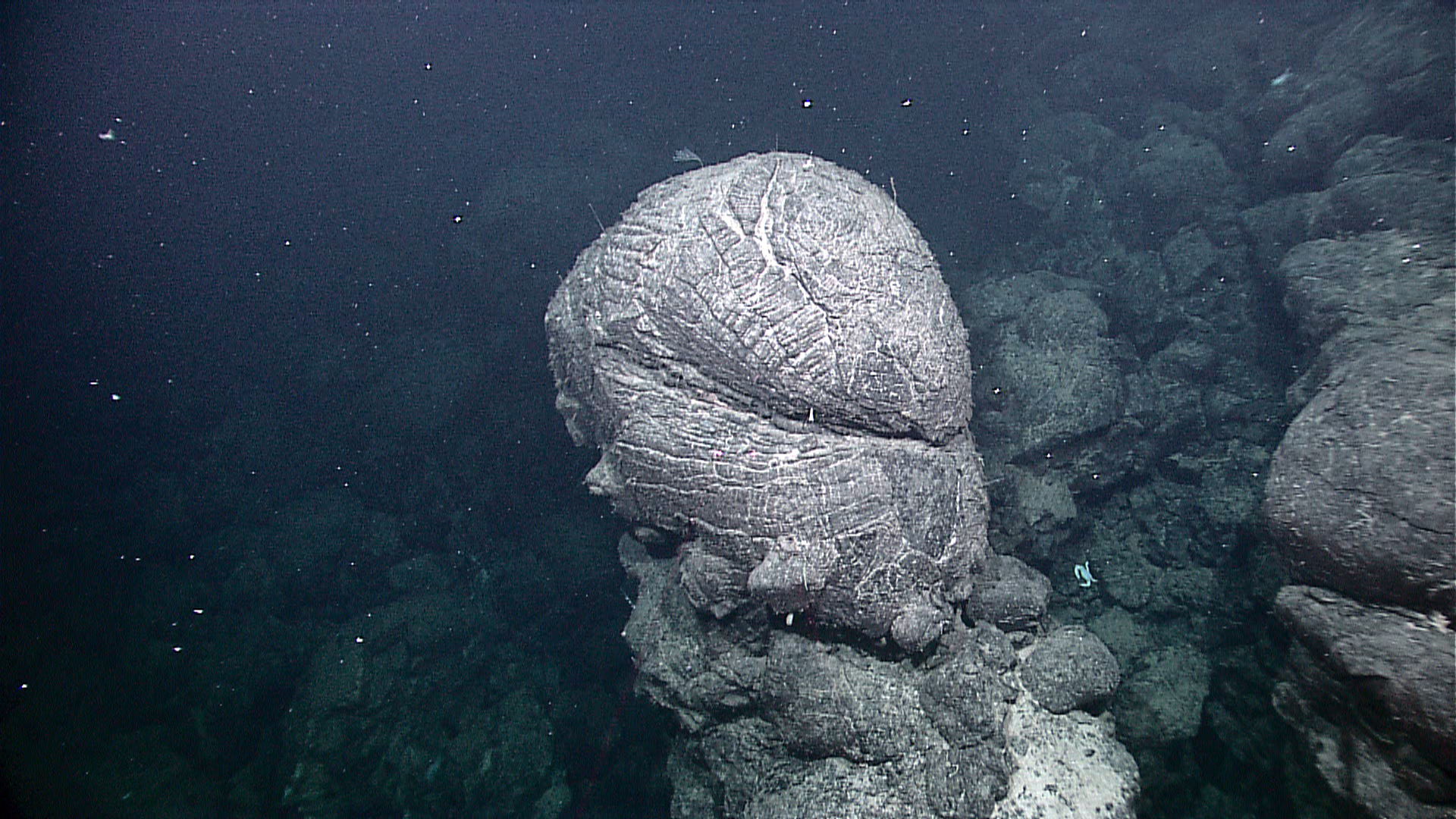
«Подушка» на «п'єдесталі» в околицях зони активного спредингу в Галапагоському рифті

Кульова лава (подушкова лава, ґлобулярна лава, піллоу-лава) — лава, що застигла у вигляді подушковидних тіл (має кульову або подушкоподібну окремість). Утворюється при підводних та підлідних виверженнях (особливо при невеликій швидкості виливу). Ймовірно, найпоширеніший тип застиглої лави на Землі.
Розмір, форма та будова «подушок» дуже різноманітні. Вони можуть нагадувати амеб, буханки, короваї, балони, матраци, кулі, плоско-опуклі лінзи і зазвичай сполучені перемичками, утворюючи ланцюжки та нагромадження. Розмір «подушок» найчастіше лежить у межах від десятків сантиметрів до кількох метрів. Характерні ознаки подушкової лави — темна склувата кірка, вкрита борозенками, розколювання за радіальними тріщинами та схильність до утворення нагромаджень з крутими схилами.

## Утворення

### Поява

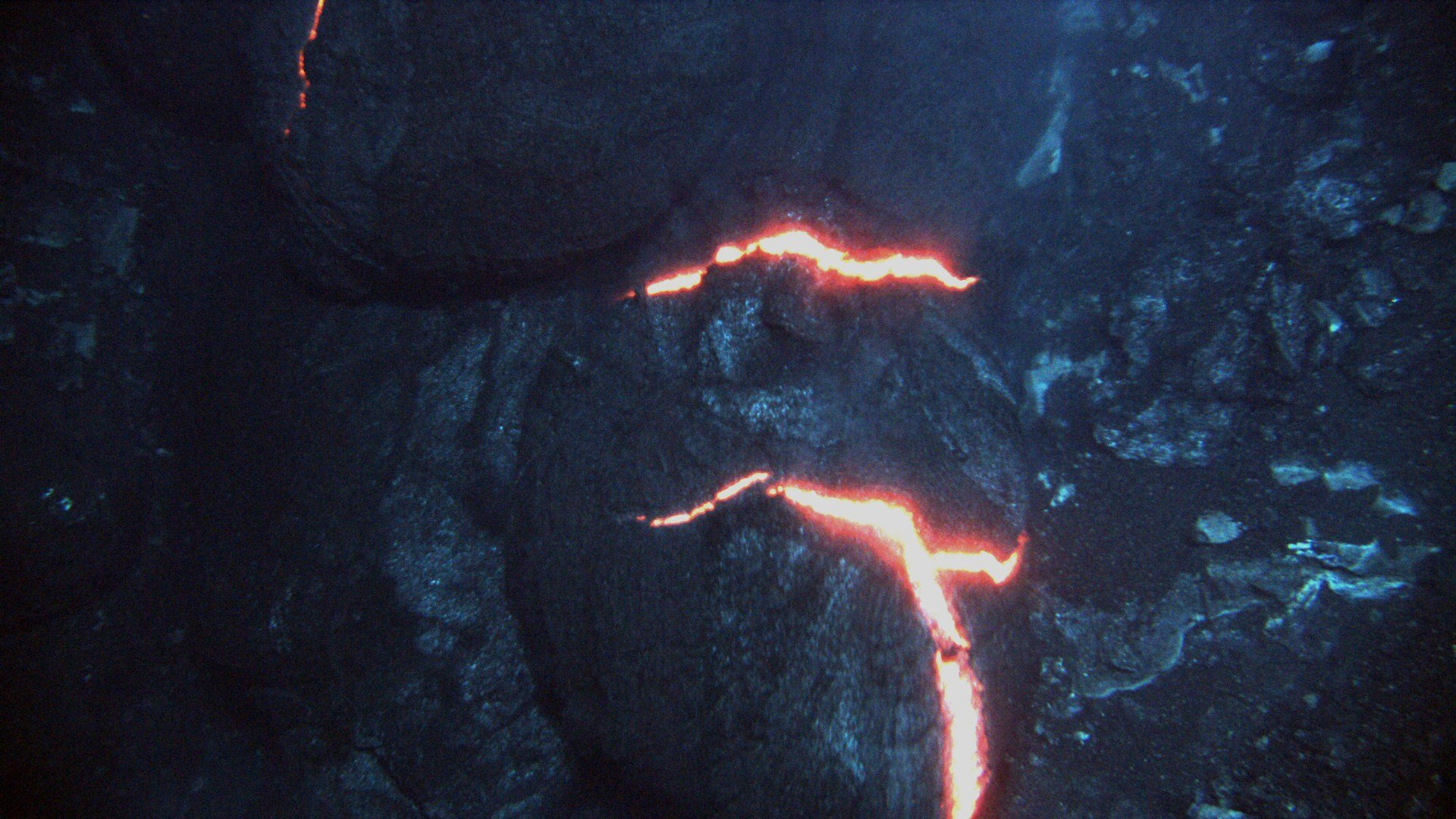
«Подушка», що росте. Дно Тихого океану біля островів Лау (Фіджі)

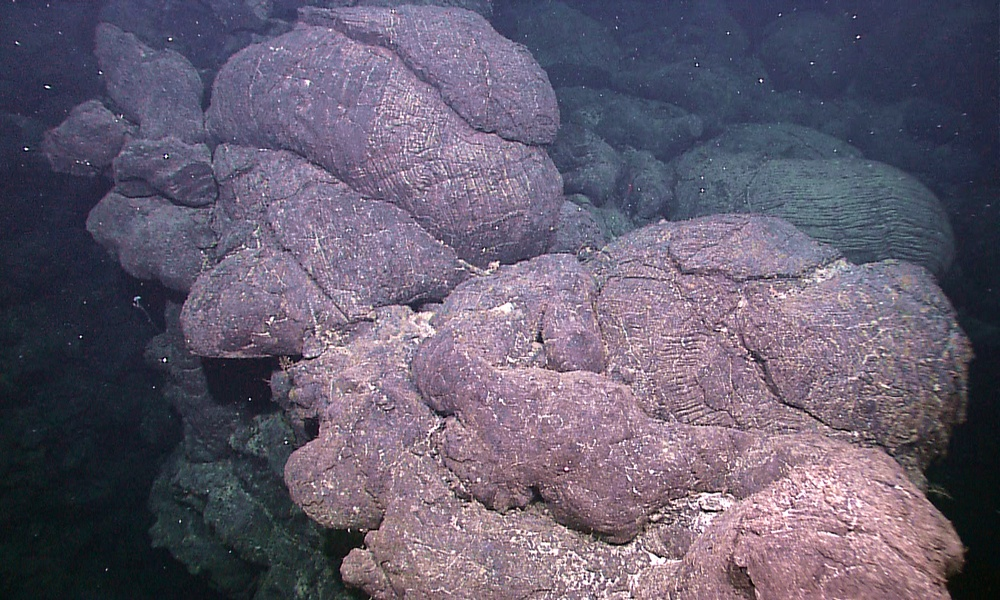
Нагромадження «подушок» у Галапагоському рифті

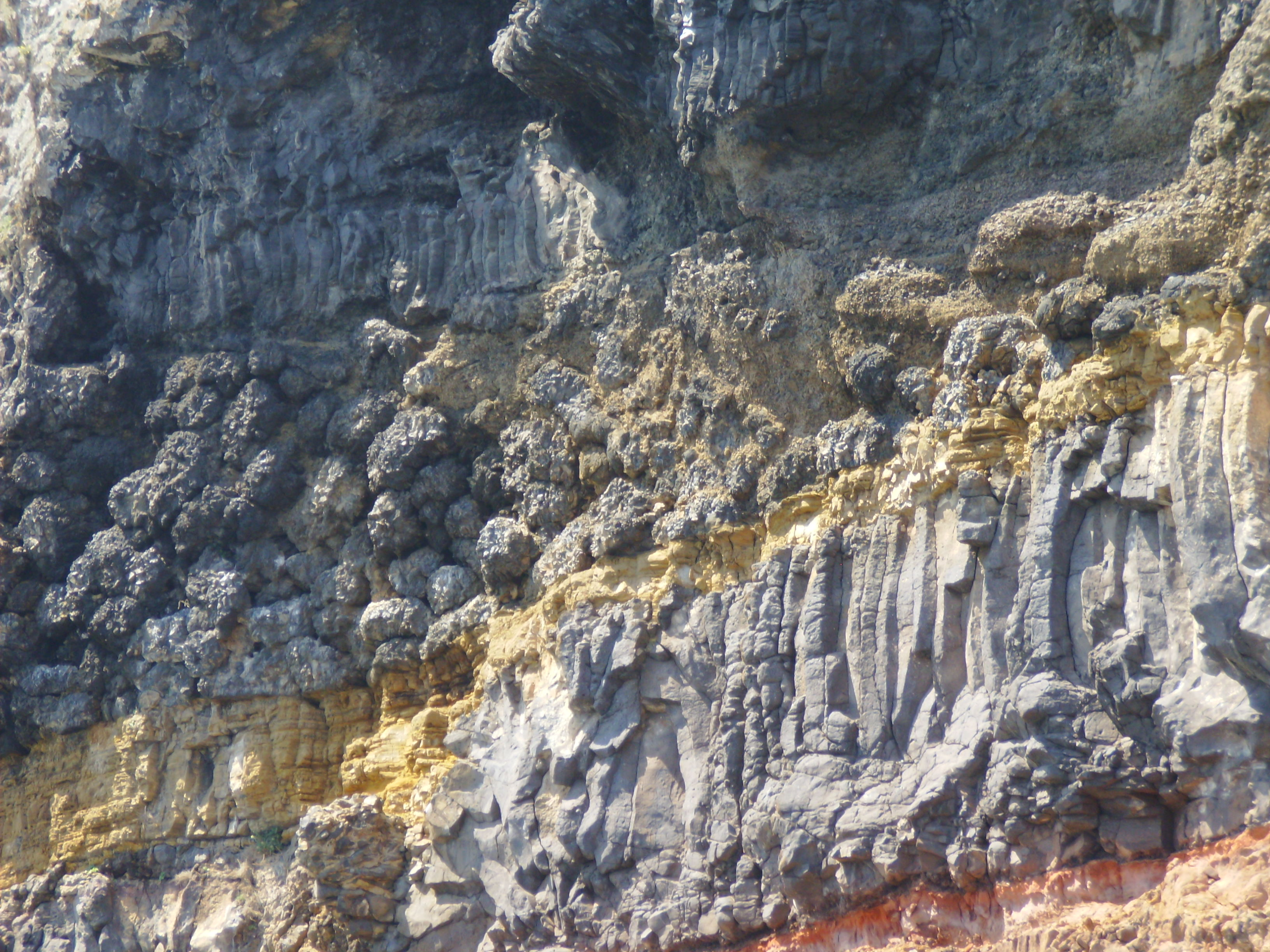
Лавові нашарування на острові Санта-Марія (Азорські острова). Посередині лава має подушкову окремість, а вгорі та внизу — стовпчасту

Своєрідна форма кульової лави — наслідок її застигання під водою. По-перше, у воді сила тяжіння частково скомпенсована силою Архімеда і не так сильно розплющує потік лави. По-друге, у воді цей потік швидко охолоджується і вкривається твердою кіркою, яка не дає йому злитися з іншими потоками. Незабаром натиск лави може проломити цю кірку, і тоді з пролому видавлюється нова «подушка» — іноді з'єднана з материнською лише вузькою шийкою. Так можуть виникати розгалужені та переплетені ланцюжки «подушок».
Появі «подушок» сприяє низька швидкість виливу лави, помірно висока її в'язкість та малий похил місцевості. В інших умовах лава застигає у вигляді суцільних покривів або лопатеподібних потоків[⇨]. При збільшенні швидкості виливу, похилу поверхні, а також при зменшенні в'язкості «подушки» змінюються більш плоскими формами. Підвищення в'язкості і, за деякими даними, швидкості виливу сприяє зміні звичайних «подушок» «мегаподушками»[⇨] або суцільними масами лави. Всі ці форми можуть з'являтися при одному і тому ж виверженні: з віддаленням від джерела лави (вбік або вгору) суцільні маси зазвичай змінюються «мегаподушками», а далі — звичайними «подушками».

### Ріст
Нова «подушка» може вирости всього за кілька секунд, але великі екземпляри іноді продовжують рости годинами або навіть днями. Зростання можливе до тих пір, поки зовнішній шар «подушки» не стає занадто міцним. Найменші екземпляри можуть встигнути вирости ще до появи твердої кірки, а великі збільшуються за рахунок її розтріскування. При цьому виступаюча назовні лава швидко (на порядок швидше, ніж на повітрі) застигає та приростає до країв тріщини (до одного або до обох). Але напір лави розсуває ці краї і може підтримувати тріщину активною до кількох хвилин. При цьому її ширина лишається приблизно постійною: розсув компенсується наростанням нової кірки. За вимірами, зробленим біля Гавайських островів, кірка «подушок» може розсуватися зі швидкістю від 0,05 до 20 см/с, а ширина активних тріщин лежить найчастіше у межах 0,2–20 см.
На поверхні лави, що виливається в воду, одразу утворюється досить міцний охолоджений шар, який справляє враження еластичної «шкіри», що не дає лаві розтікатися. Доки натиск лави достатньо великий, ця оболонка рівномірно розтягується, а пізніше перетворюється на жорстку кірку.
Через дуже високу температуру рідкої лави її оточує плівка водяної пари, яка сильно вповільнює охолодження (ефект Лейденфроста). За деякими даними, при цьому вода потрапляє в поверхневий шар лави і суттєво знижує її в'язкість.

### Схлопування
Іноді новоутворені «подушки» різко стискаються, зменшуючи свій об'єм на 10–40 %. Після цього вони можуть продовжити ріст, і так може повторюватися кілька разів з інтервалами порядку 5 секунд. Ці «вибухи всередину» створюють різкі стрибки тиску, які можуть бути болючими для нирців на відстанях до 3 метрів. Кірка «подушки» при цьому частково руйнується, і частина уламків відлітає геть, а частина, ймовірно, занурюється під поверхню лави. За однією з версій, саме цим пояснюється те, що кірка «подушок» іноді буває в деяких місцях багатошаровою.
Причина цього явища — виділення з лави газів (зокрема, водяної пари), які утворюють всередині неї пухирі. При охолодженні пар конденсується і тиск в пухирях падає. Крім того, тиск всередині «подушки» може знижуватися через витікання лави в сусідні екземпляри. Коли внутрішній тиск стає замалим для протистояння зовнішньому, останній ламає стінку «подушки». Схлопування властиве великим екземплярам, що сформувалися на невеликій глибині (до 1–2 км; глибше газові пухирі майже не утворюються через високий тиск). Найчастіше схлопуются щойно утворені «подушки» — з віком у кілька секунд та товщиною кірки 2–5 мм. Тонша оболонка ламається занадто легко та непомітно, а більш товста зазвичай не ламається зовсім.

### Укладання

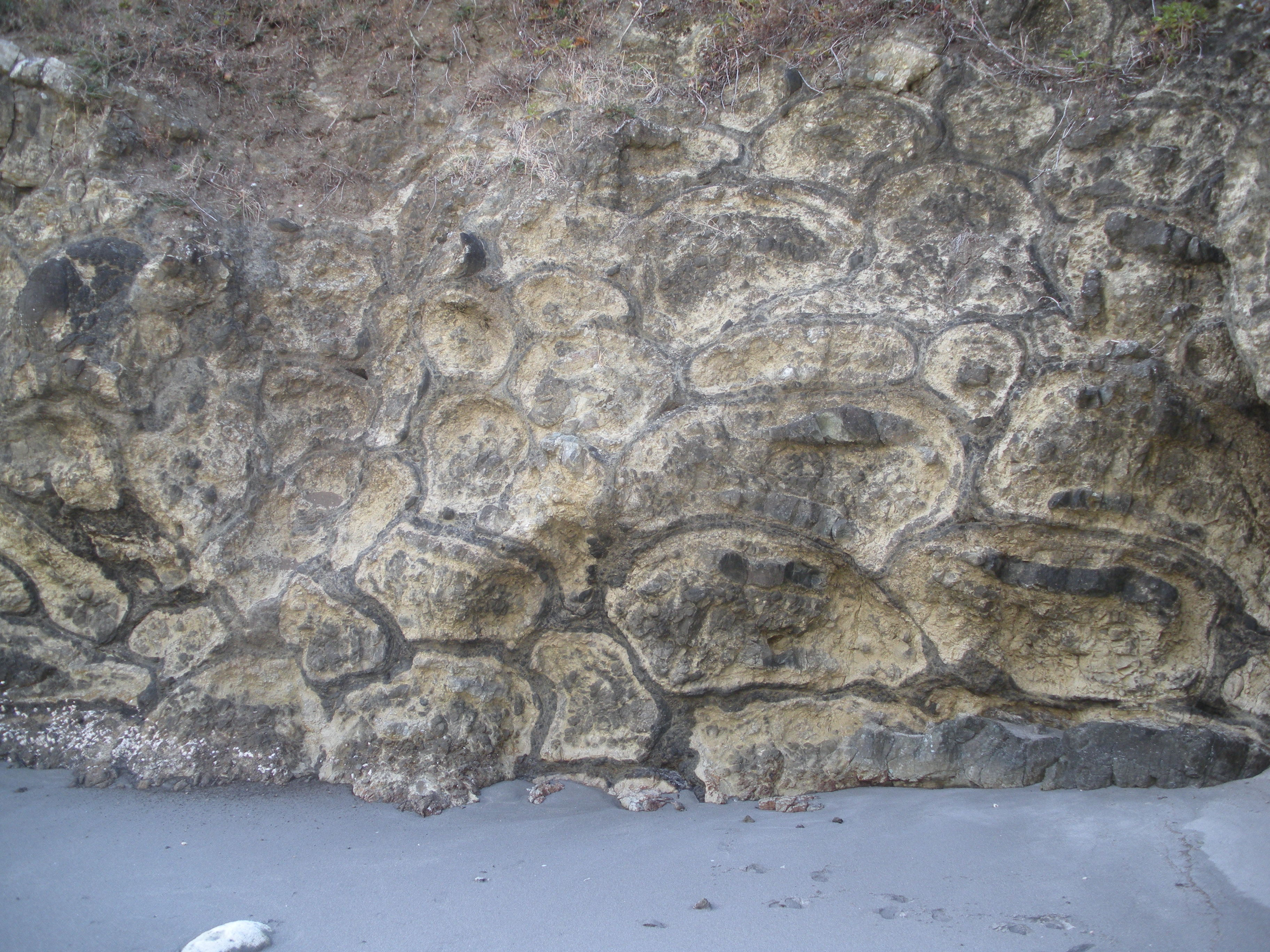
Відслонення шару подушкової лави на острові Тітідзіма (Японія)

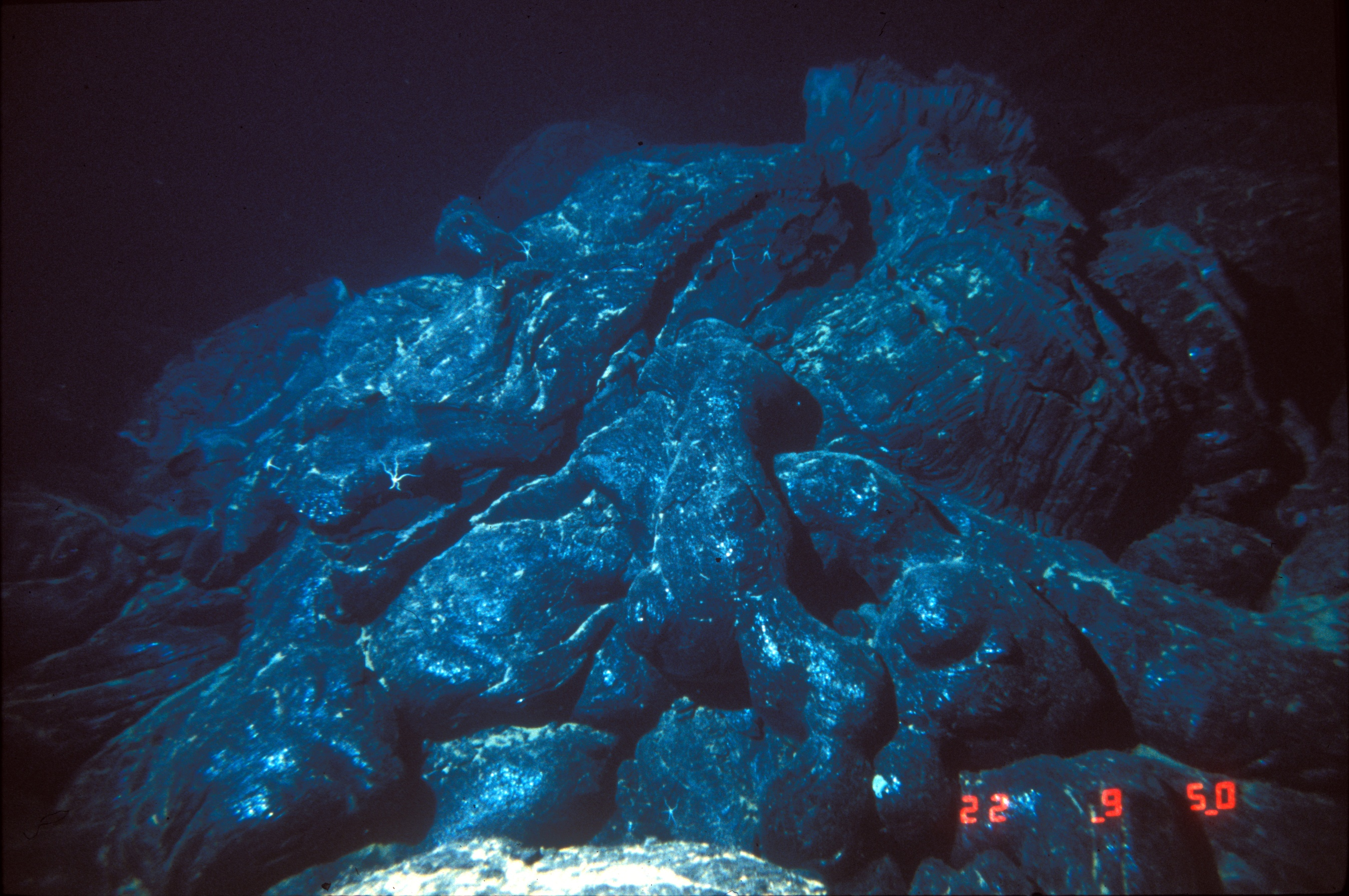
Нагромадження «подушок» на дні Тихого океану. Хребет Хуан-де-Фука

«Подушки» можуть відбруньковуватися як від інших «подушок», так і від суцільної маси лави, і часто дають початок одній або кільком новим «подушкам». Укладатися вони можуть досить щільно: іноді проміжки займають лише кілька відсотків об'єму. Вкривати дно рівним шаром «подушки» не схильні: виростаючи одна на одній, вони утворюють численні нагромадження висотою в кілька метрів, а нерідко й круті гірки або хребти висотою в десятки метрів. Є «подушки» і в складі великих підводних гір.
На дні океанів часто трапляються конічні купи «подушок» висотою 5–20 м — «стоги» (англ. haystacks). Такі гірки та хребти бувають розташовані ланцюжками — можливо, тому, що лава, що їх живить, надходить по довгим тріщинах. Іноді висота нагромаджень «подушок» сягає 100–200 м. Ці пагорби, відомі як «подушкові вулкани» (англ. pillow volcanoes), виявлені і в океані (на осі Серединно-Атлантичного хребта), і на континентах (у складі піднятих туди фрагментів океанічної кори — офіолітів). Двохсотметрової товщини сягають і шари «подушок» у складі підводних гір.
Крім того, подушкова лава входить до складу нагромаджень іншого типу. Це скупчення «подушок» і їх фрагментів, які розростаються в сторони від місць вивержень та спереду обриваються крутим схилом. Лава тече в верхніх шарах таких утворень; на передньому краї вона стікає вниз і утворює звисаючі «подушки».
Шари застиглої лави можуть складатися з «подушок» і цілком, і частково. Шари з подушковою окремістю можуть переходити в суцільні покриви та перемежовуватися з ними, а також з відкладеннями гіалокластиту.
Якщо «подушки» формуються на крутому схилі, вони можуть відриватися одна від одної, скочуватися вниз, оббиваючи по дорозі кірку, і скупчуватися там упереміш з її уламками.

## Руйнування

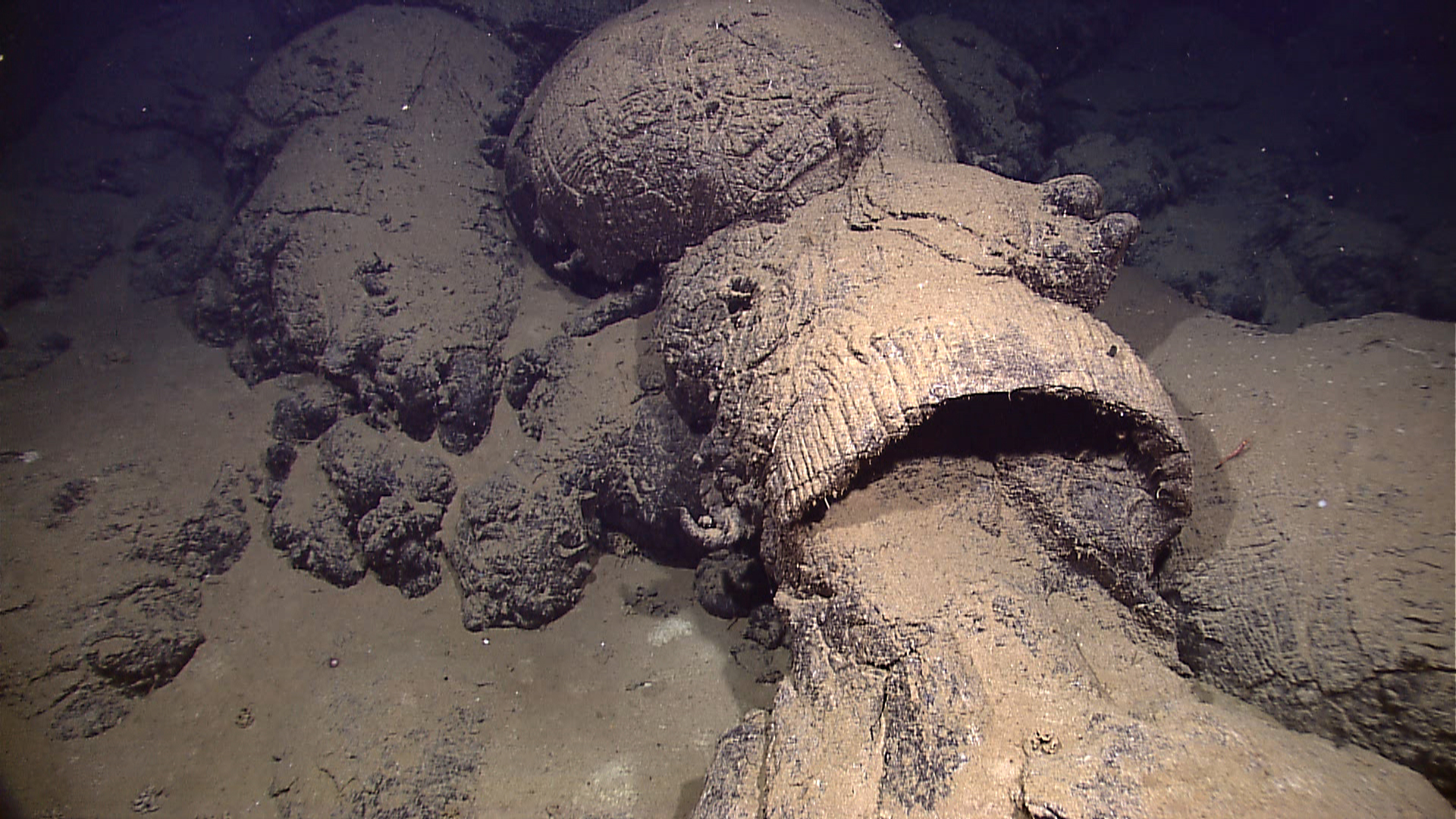
«Подушка», що луснула, та витекла лава. Дно Тихого океану в районі Галапагоського рифту

Кульова лава досить крихка, оскільки при різкому охолодженні в ній з'являється багато тріщин. Ще при застиганні її кірка частково руйнується, внаслідок чого виникають відкладення гіалокластиту. «Подушки», що скотилися зі схилу вулкана, можуть перетворитися на дрібні уламки великою частиною або навіть цілком; шари цих уламків місцями сягають багатометрової товщини.
Хоча «подушки» складаються з концентричних шарів, розколюються вони зазвичай не на шари, а на радіально спрямовані призми або пірамідки. Це пояснюється радіальним напрямком тріщин, що виникають при охолодженні. Великі екземпляри можуть розпадатися на довгі багатогранні стовпчики товщиною порядку 10 см, які тягнуться від центру назовні. Це відбувається через повільне охолодження, яке дає правильний візерунок тріщин. Але поверхнева та центральна зона «подушок» при цьому розколюються не на правильні стовпчики, а на шматки неправильної форми або концентричні шари. За концентричними тріщинами іноді розпадаються й інші «подушки», в тому числі «параподушки». Це відбувається через численні газові бульбашки, зібрані в концентричні шари. Ці шари і є слабкими місцями.
Буває, що стінка ще не застиглої «подушки» ламається зсередини — лава продавлює її і витікає назовні, залишаючи порожню кірку. Якщо таке відбувається з «подушкою», що розташована на обриві, лава, що з неї витікає, може утворювати тонкі звисаючі шнури довжиною до кількох метрів.
При розтріскуванні щойно застиглої великої «подушки» можуть утворюватися «псевдоподушки» (див. нижче[⇨]).

## Будова

### Розмір та форма
Розмір типових «подушок» — 0,5–1 м, але трапляються екземпляри величиною від декількох десятків сантиметрів до кількох метрів. Тіла більшого розміру — «мегаподушки»[⇨] — лежать на межі між звичайними «подушками» та суцільними покривами. іноді «мегаподушками» називають навіть тіла розміром 150 м і більше. Нижню частину діапазону розмірів «подушок» займають тіла розміром 5–15 см, які часто відбруньковуються від типових «подушок» і відрізняються від них гладкою поверхнею.
«Подушки» мають округлу або витягнуту форму: їх ширина ненабагато більше висоти, а довжина може бути істотно більше ширини. Верхній бік «подушок» опуклий, а нижній відображає форму нерівностей дна (у тому числі інших «подушок») і буває різним. Описуючи форму «подушок», їх порівнюють з хлібинами, балонами, матрацами, кулями, амебами та плоско-опуклими лінзами. На відслоненнях нагромаджень вони нагадують власне подушки. Чим вони менші, тим ближче їх форма до кулі. Трапляються проміжні варіанти між подушковою лавою, лавовими покривами та лопатеподібними потоками (ці форми утворюють неперервний ряд).
«Подушка» виходить тим більшою, чим вище в'язкість і, за деякими даними, швидкість виливу лави. Але при занадто великих чи малих значеннях цих параметрів «подушки» не утворюються взагалі. На їх морфологію впливає і похил дна: на крутих схилах зростаючі «подушки» витягуються вниз і розгалужуються. Їх середній розмір там менше звичайного, оскільки вони часто відриваються від джерела лави і припиняють ріст. Для горизонтальної поверхні характерні більш округлі та великі екземпляри.
Зазвичай «подушки» з'єднані більш-менш товстими перемичками, утворюючи ланцюжки та нагромадження. Поодинокі екземпляри рідкісні (крім випадків утворення на крутому схилі, де вони можуть відриватися один від одного під дією сили тяжіння). Нові «подушки» відбруньковуються від старих з усіх боків, навіть згори. Часто на поверхні «подушок» виростають міні-«подушки» — вирости розміром 5–15 см з гладкою поверхнею. Вони можуть оточувати «подушку» з боків або навіть вкривати більшу частину її поверхні.

### Рельєф поверхні

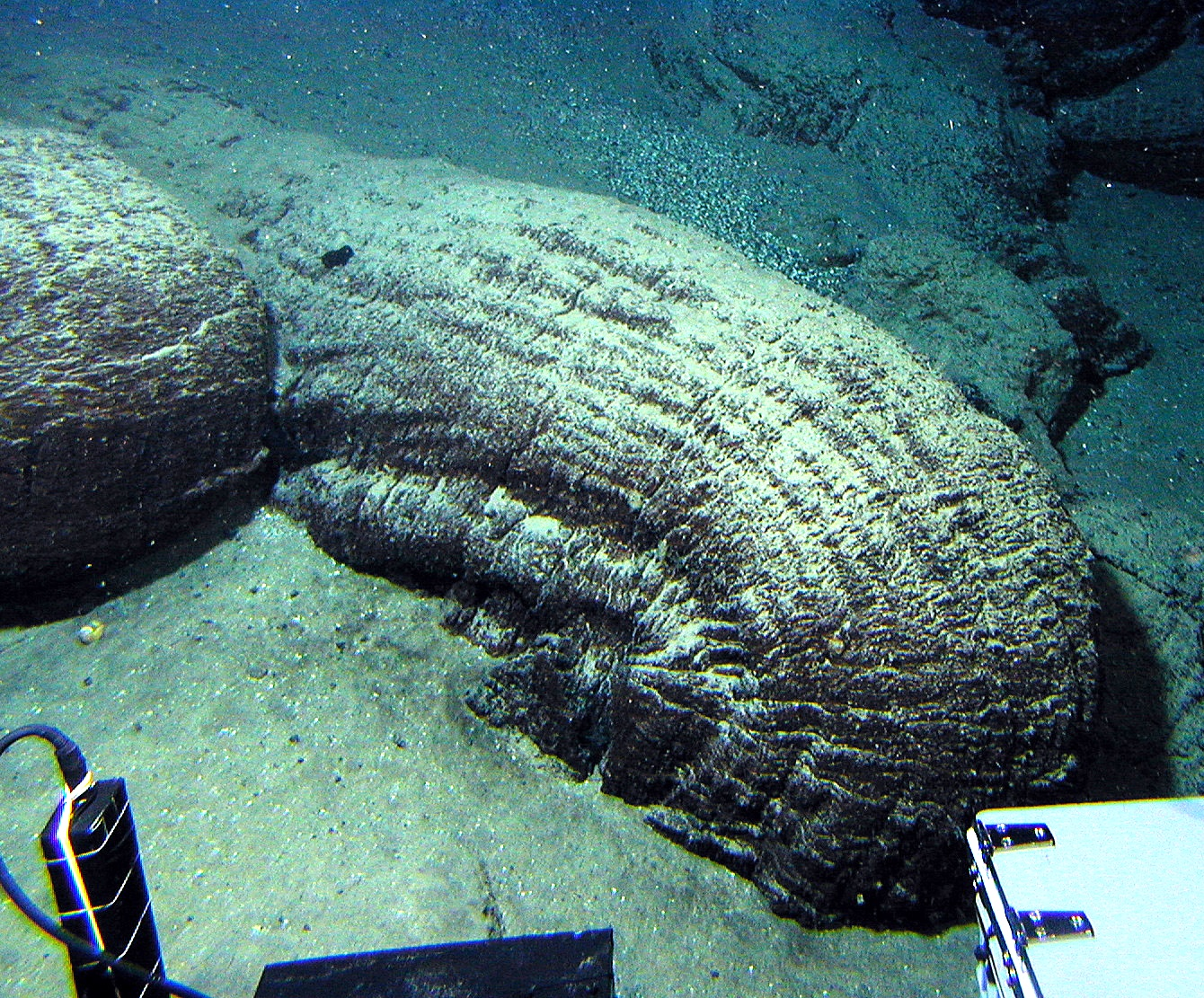
«Подушка» типу «зубна паста» (toothpaste pillow). Добре видно борозенки, що з'явилися при її видавлюванні з материнської «подушки». Тихий океан, околиці острова Тау (Американське Самоа)

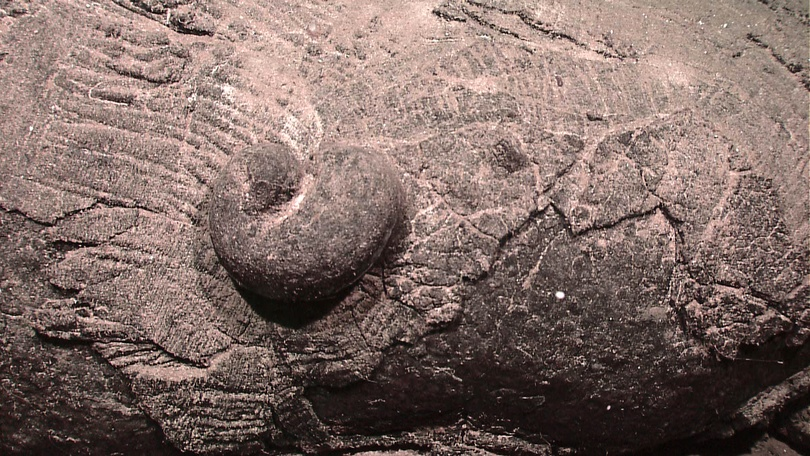
«Подушка» з відростком. Видно поборознену та місцями облуплену кірку «подушки» та гладку поверхню відростка. Тихий океан, Галапагоський рифт

Зазвичай «подушки» вкриті численними паралельними борозенками. Деякі з них тягнуться вздовж ланцюжка «подушок», а деякі — впоперек. Іноді присутні і ті й інші, вкриваючи «подушку» прямокутною сіткою. Відстань між сусідніми борозенками зазвичай становить 0,5–10 см, а їх глибина — приблизно уп'ятеро менше. Ці борозенки з'являються з кількох причин, і сильно відрізняються не лише напрямком, а й формою.
Борозенки, витягнуті уздовж ланцюжка «подушок» (принаймні, деякі), — це сліди, видавлені на дочірній «подушці» нерівностями країв пролому в материнській. Такі борозенки перпендикулярні краю цього пролому. Крім того, при наростанні нової поверхні на ній з'являються і сліди, паралельні її краю. Вони виникають, зокрема, через нерівномірності росту. Якщо ріст відбувається по обидва боки тріщини в кірці, такі сліди розташовані симетрично по обидва її боки. Поверхня багатою ними «подушки» нагадує пральну дошку. При швидкому розкритті тріщини (порядку 5 см/с) утворюються переважно борозенки, перпендикулярні її краю, а при повільному (порядку 0,2 см/с) — паралельні. При середній швидкості з'являються і ті й інші.
Поверхня маленьких (5–15 см) відростків «подушок» гладка. Це наслідок їх дуже швидкого утворення: відросток досягає максимального розміру ще до застигання кірки, і її розтягнення йде рівномірно. Можливо, деякий внесок у згладжування поверхні вносить і сила поверхневого натягу розплаву.

### Багатошарова кірка
Іноді на зламі «подушок» видно шматки кірки, занурені вглиб. Вони паралельні поверхні «подушки», а зовнішня кірка над ними завжди пошкоджена (хоча пролом може бути менше зануреного фрагмента). Таких шарів кірки, розташованих один під одним, може бути декілька. Зазвичай їх не більше 2–4, але спостерігали і 13. Багатошаровість охоплює не всю кірку, а лише окремі ділянки. Розмір зануреного шматка може перевищувати метр (в «подушках» розміром декілька метрів) Багатошаровою може бути навіть дуже товста кірка (з товщиною одного шару 9–12 см); у таких випадках спостерігали до 5 шарів.
Ця особливість зазвичай зустрічається у великих «подушок». За деякими даними, вона більш характерна для екземплярів, які утворилися на невеликій глибині (до 1–2 км), хоча зустрічається і на глибинах 2,5-3 км. Дослідження багатошарової кірки ускладнене тим, що зазвичай її спостерігають лише на окремих двовимірних зламах. Її появу пояснюють по-різному; не виключено, що в різних випадках діють різні причини.
За однією з версій, фрагменти кірки потрапляють углиб «подушки» при її схлопуванні (яке, як відомо зі спостережень, може відбуватися кілька разів). При цьому один край кірки може насуватися на інший. Ця гіпотеза пояснює те, що багатошарова кірка більш характерна для лави, що вилилася неглибоко, — згідно з розрахунками, глибше 1–2 км «подушки» не повинні схлопуватися (хоча ця величина сильно залежить від вмісту в лаві розчинених газів). За іншою версією, ці фрагменти утворюються вже всередині «подушки», а не потрапляють туди з поверхні. Коли зовнішня кірка тріскається через натиск лави, всередину потрапляє вода, яка охолоджує лаву і створює нову кірку. Оскільки так може відбуватися не один раз, ця версія теж легко пояснює велике число шарів. За третьою гіпотезою, в деяких випадках причиною багатошаровості може бути багаторазове спустошення «подушки» та повторне заповнення її лавою.

### Порожнини
Зазвичай «подушки» суцільні, але нерідко трапляються й порожнисті екземпляри. Порожнина може бути зовсім маленькою (тоді вона лежить у верхній частині «подушки»), а може і займати майже весь її обсяг. Товщина стінок порожнистих «подушок» найчастіше лежить у межах 1–15 см. Дно порожнин зазвичай плоске; іноді воно зім'яте в складки. У «подушці» може бути і кілька порожнин, розділених горизонтальними перегородками. Верхній бік перегородок, на відміну від нижнього, зазвичай вкритий склом. У порожнинах трапляються «шнури» застиглої лави, що виникають, коли зі стелі капає в'язкий розплав. У викопних «подушках» порожнини можуть бути заповнені різними мінералами.
Порожнини в «подушках» аналогічні лавовим тунелям: їх залишає за собою лава, що стікає під дією сили тяжіння в дочірню «подушку», коли приплив лави з материнської вже вичерпався. Дно порожнини може затвердіти ще до того, як з «подушки» витече вся лава. Якщо в порожнину потрапляє вода, дно застигає так швидко, що його верхня частина стає скляною. При наступному падінні рівня лави знизу з'являється нова порожнина, і процес повторюється. Так може з'явитися ціла стопка порожнин.

### Пухирці
Зазвичай «подушки» містять газові пухирці різного розміру та форми (в залежності від умов утворення). Обсяг, займаний пухирцями, сильно відрізняється в залежності від глибини виверження (тобто тиску при затвердінні) та складу лави: іноді їх майже немає, а іноді вони займають десятки відсотків обсягу. Зазвичай бульбашки зібрані в «подушці» концентричними шарами, за якими «подушка» згодом може розколюватися. Як і великі порожнини, пухирці можуть з часом заповнюватися різними мінералами та перетворюватися на мигдалини.
Часто в «подушках» трапляються бульбашки у вигляді радіально витягнутих паличок товщиною до сантиметра та довжиною до 10, а іноді і до 15 см. Вони утворюються в зовнішньому шарі товщиною близько 20 см — іноді під всією поверхнею «подушки», іноді лише в нижній частині. Витягуватися бульбашки можуть з двох причин — завдяки спливанню під дією сили Архімеда та завдяки підштовхуванню фронтом затвердіння. У першому випадку з'являються великі бульбашки в нижній частині «подушки», витягнуті знизу вгору, у другому — менші бульбашки з усіх боків «подушки», витягнуті зовні всередину. Якщо лава швидко тече крізь «подушку», довгі бульбашки формуватися не можуть, і тому їх наявність вказує на те, що лава застигла на приблизно горизонтальній місцевості.

### Кристалічна структура

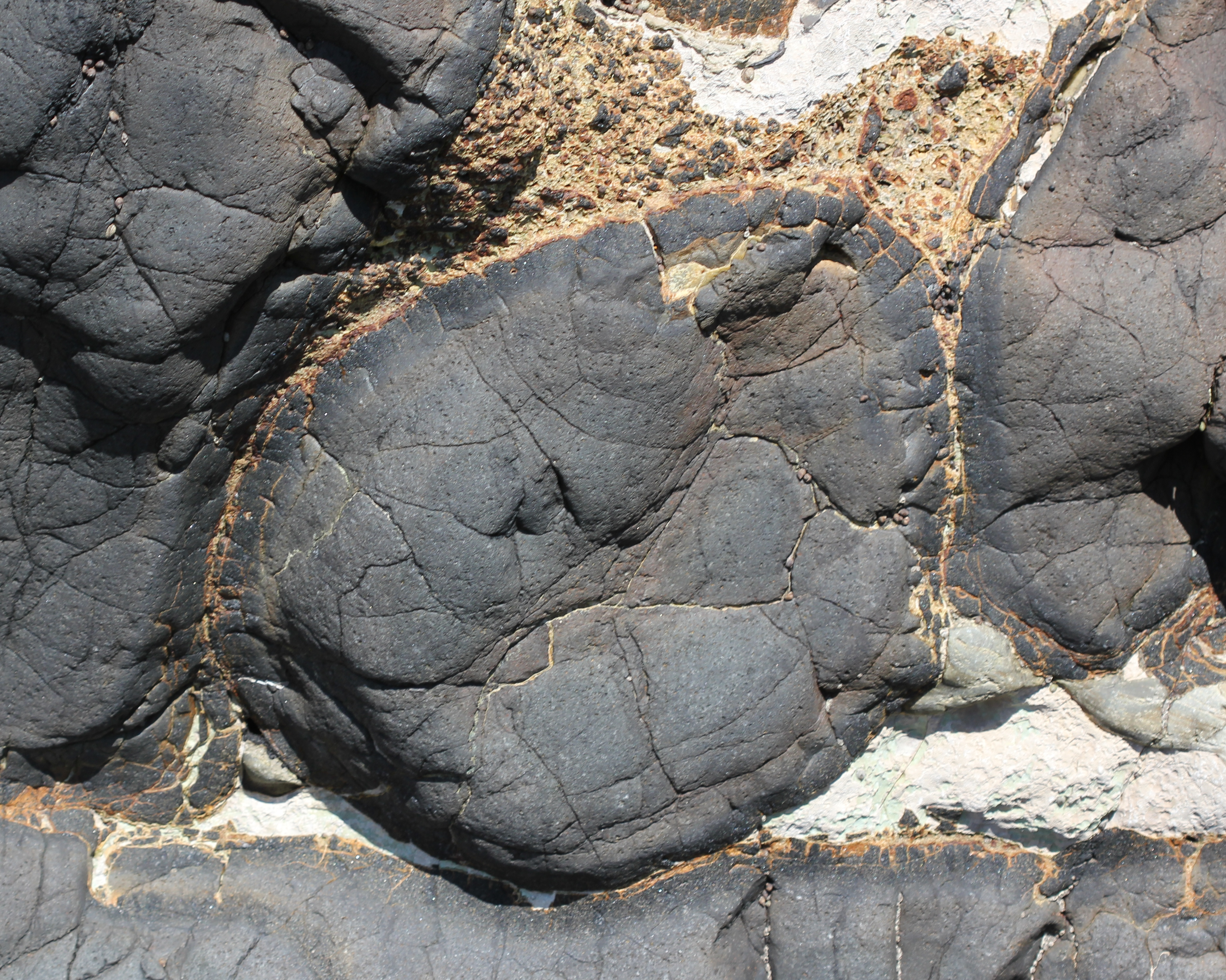
Еродована подушкова лава еоценового віку біля Оамару (Нова Зеландія). Видна темна склувата кірка. Білі прошарки — вапняк

«Подушки» вкриті скляною або склуватою кіркою, а всередині складаються з кристалічної породи, причому розмір кристалів до центру збільшується. Це пояснюється тим, що поверхня швидко остигає, і кристали там не встигають вирости.
Товщина кірки становить близько 1–2 см. Вона має темний (іноді чорний) колір. Кірка найбільш поширених — базальтових — «подушок» складається зі скла двох видів: зовні всередину сидеромелан змінюється тахілітом.

## Склад
Подушкова лава набуває своєї форми не через особливий хімічний склад, а через особливі умови виверження та застигання. Тому своєрідністю складу вона не вирізняється. У придатних умовах «подушки» можуть утворюватися з лави різного складу, а в інших умовах така ж лава застигає в інших формах.
Зазвичай кульова лава має основний склад (базальтовий, рідше андезитовий), оскільки саме ці породи зазвичай вивергаються на дні океанів. В археї утворювалися і «подушки» з ультраосновних порід — коматіїтів (незважаючи на те, що коматіїтова лава винятково текуча). Пізніше ця порода майже не вивергалася, оскільки її температура плавлення дуже висока, а мантія Землі охолоджується з часом. На суходолі зрідка трапляються «подушки» кислого складу — дацитові та ріолітові. Вони утворилися в давні часи, коли рівень моря був вищим і воно вкривало великі площі континентів. На сучасному морському дні такі «подушки» не виявлені (але іноді трапляються кислі лави, застиглі суцільною масою).
Склад лави істотно впливає на її в'язкість і, як наслідок, на форму та розмір «подушок». При кислому складі (високій в'язкості) лава схильна утворювати більш округлі «подушки», і вони можуть досягати більшого розміру. Дуже кисла лава утворює не типові «подушки», а лопатеподібні тіла розміром у десятки метрів.
Проміжки між «подушками» зазвичай заповнені гіалокластитом — уламками скляної кірки, що відламуються від неї при різкому охолодженні лави. Там можуть бути наявними яшмоїди (в тому числі халцедон), а також вапняк, аргіліт та інші осадові породи. Тріщини в древніх «подушках» часто заповнені вторинними мінералами, наприклад, кальцитом, хлоритами, пренітом та пумпеліїтом. Це стосується і порожнин, що утворилися при витіканні лави, а також газових бульбашок. Зокрема, там трапляються цеоліти та опал.

## Розповсюдження

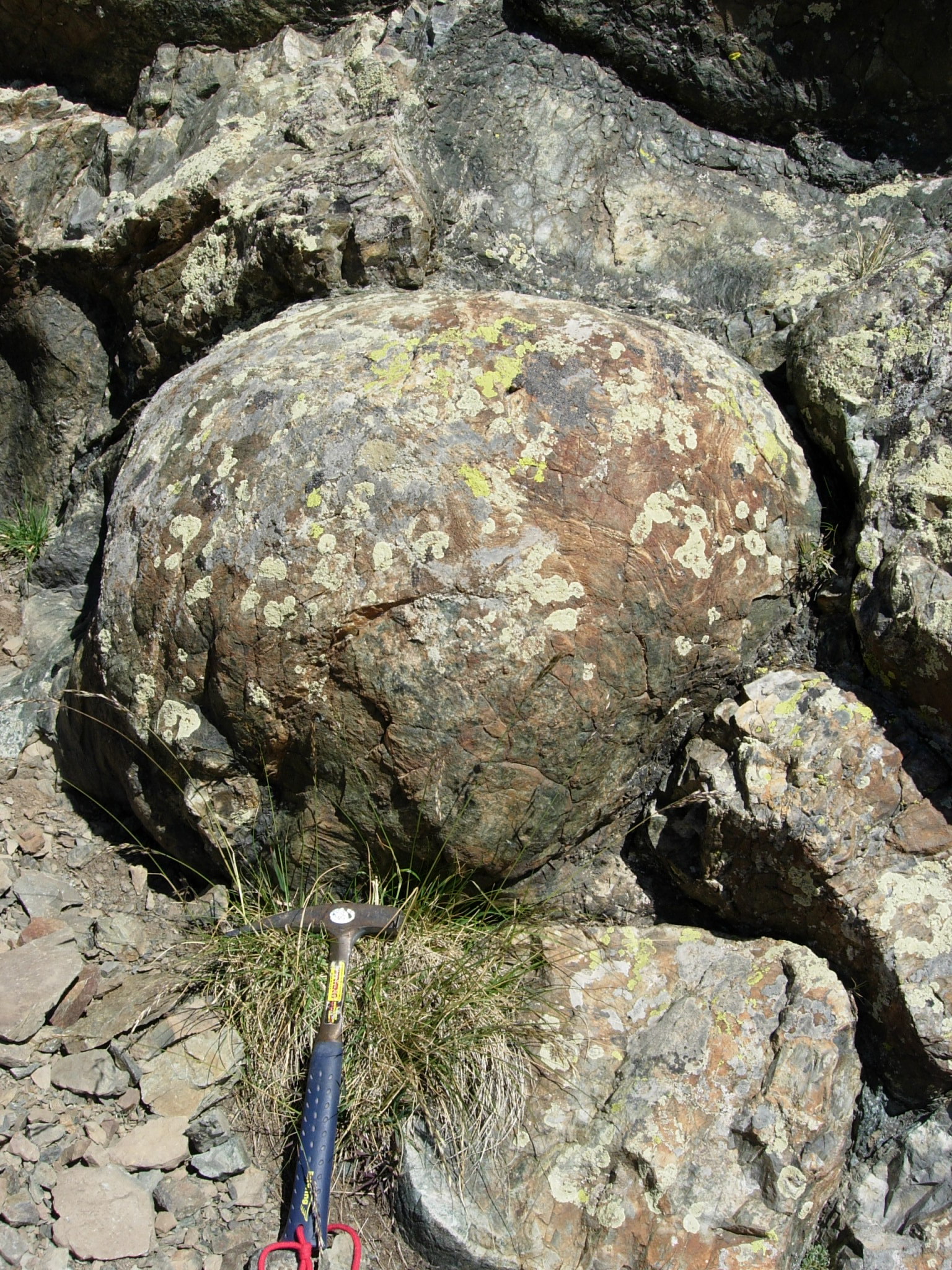
Подушкова лава, піднята в гори тектонічними процесами (Верхні Альпи, Франція)

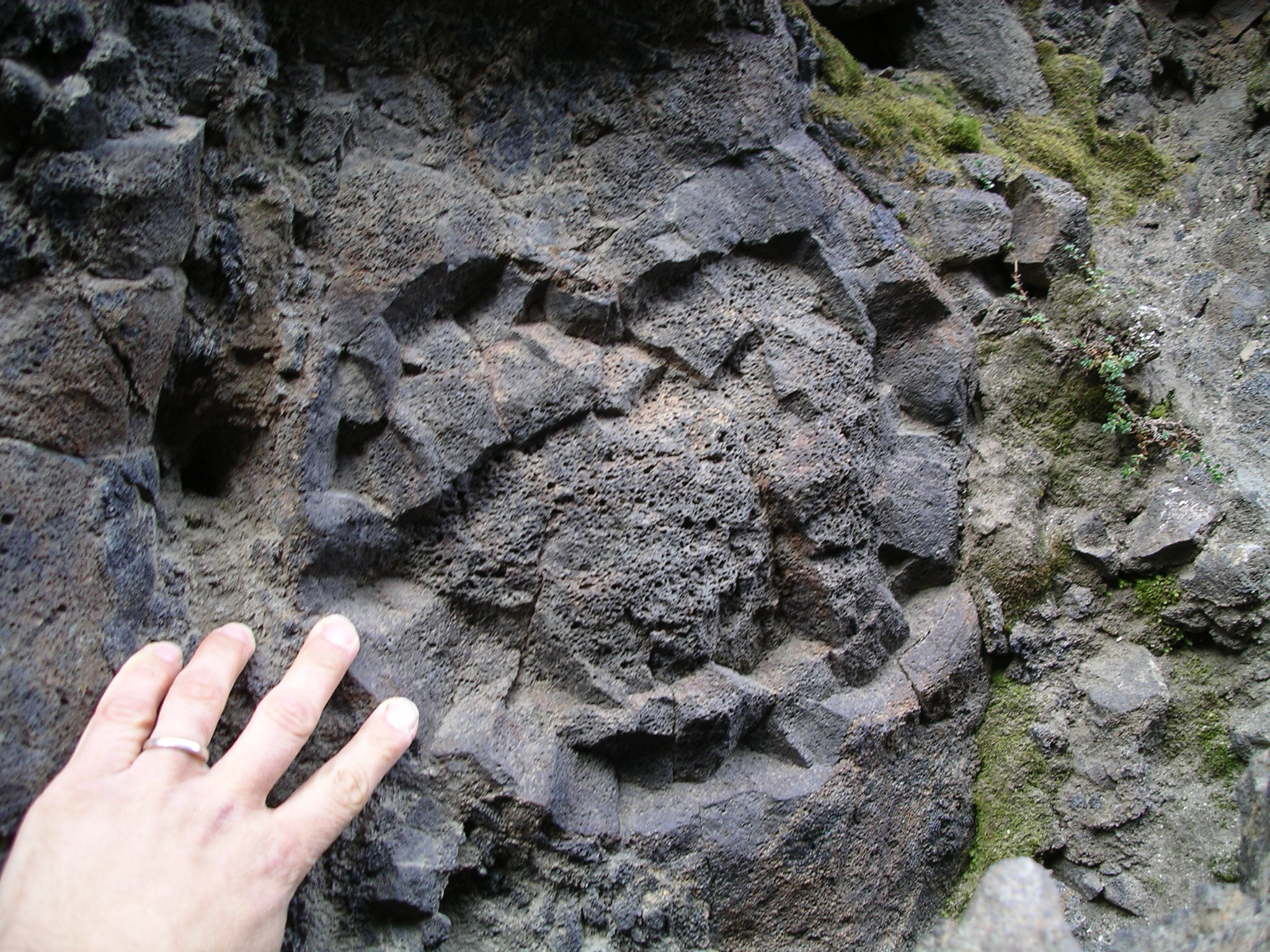
Подушкова лава, що з'явилася при підлідному виверженні вулкана Аск'я (Ісландія)

Кульова лава утворюється і в океанах, і в континентальних водоймах, і навіть на вершинах вулканів, укритих льодом (наприклад, 10 000 років тому така лава формувалася на вершині гавайського вулкана Мауна-Кеа). Вона може з'являтися не лише при виверженні безпосередньо в воду (або в товщу донних осадів), але й при стіканні лави з берега.
Подушкова лава часто трапляється в підводних вулканічних нашаруваннях будь-якого віку. Її утворення спостерігають і при сучасних виверженнях. Мабуть, це найпоширеніша форма лави на Землі, оскільки переважно саме вона утворюється в рифтах серединно-океанічних хребтів і на підводних вулканах. Завдяки тектонічним процесам кульова лава, що з'явилася в океані, може опинитися і на континентах — у складі офіолітових комплексів.
При підводних виверженнях з'являються не лише «подушки», а й суцільні покриви, а також лопатеподібні потоки лави. «Подушки» переважають у місцях низькоінтенсивних вивержень — зокрема, на серединно-океанічних хребтах з невеликою швидкістю спредингу. Наприклад, на Серединно-Атлантичному хребті в такому вигляді застигає практично вся лава. В зонах швидкого спредингу переважають не «подушки», а покриви, що пояснюється великою швидкістю виверження. У хребтах, що швидко розсуваються, подушкової лави найбільше не по осі рифту, а на віддалі в кілька кілометрів — мабуть, тому, що вона утворюється при низькоінтенсивних виливах осторонь від основної зони активності.
В Україні потік кульової лави можна зокрема спостерігати в кар'єрі поблизу с. Петропавлівка (Крим), де відкриті напластування магматогенного матеріалу Петропавлівського палеовулкана.

## Нетипові та несправжні «подушки»

### «Мегаподушки»
«Мегаподушки» (англ. megapillows) — це «подушки» розміром у десятки метрів, перехідна форма між звичайними «подушками» та суцільними масами лави. Вони характерні для внутрішньої частини нагромаджень подушкової лави («подушкових вулканів»). Ймовірно, ними і надходить лава, яка живить такі нагромадження.
Часто в «мегаподушках» спостерігається призматична або стовпчаста окремість: вони розтріскуються на багатогранні стовпчики товщиною порядку 10 см і більше, що спрямовані радіально від центру. Іноді в наземних відслоненнях видно дайки, утворені в тріщинах, що підводили до мегаподушок лаву.

### «Параподушки»
«Параподушки» (англ. para-pillows) відрізняються від звичайних «подушок» малою товщиною (від кількох сантиметрів). При цьому їх довжина може перевищувати 5 метрів. Мабуть, вони не набирають товщину через занадто швидкий рух лави (що може бути наслідком її низькій в'язкості або виливу на крутому схилі). Іншою причиною може бути раптове зниження швидкості надходження лави або несприятлива швидкість її охолодження. «Параподушки» можуть утворюватися разом зі звичайними «подушками» і теж іноді містять порожнини. Є спостереження процесу їх формування, зроблені під водою поруч з вулканом Кілауеа.

### «Псевдоподушки»
Іноді застигла лавова маса складається з окремих тіл, що розділені тріщинами. Вони нагадують «подушки» своєю викривленою поверхнею, розтріскуванням на радіально спрямовані призми, а іноді й склуватою поверхнею. Але утворюються вони не так, як «подушки» — це видно з того, що їх межі перетинають шари лави і, отже, з'явилися після того, як вона перестала текти. Вони відомі як «псевдоподушки» (англ. pseudo-pillows). Іноді з «псевдоподушок» складаються справжні «подушки».
«Псевдоподушки» з'являються при розтріскуванні майже застиглої лави і проникненні в тріщини води. Вона швидко охолоджує поверхню блоків лави (майбутніх «псевдоподушок»), що призводить до розтріскування їх на призми, а іноді й до появи на їх поверхні скла.

### Лопатеподібна лава
Подушкову лаву неважко сплутати і з лопатеподібною лавою (англ. lobate lava) — лавою, застиглою у вигляді амебоподібних потоків, розпластаних по дну (більш плоских, ніж «подушки»). Чіткої межі між цими типами лави нема. Головна відмінність лопатеподібної лави — відсутність на поверхні борозенок: вона або гладка, або вкрита сіткою тріщин, що з'явилися при застиганні. За внутрішньою структурою «лопаті» дуже схожі на «подушки», але частіше бувають порожніми. Ймовірно, вони ростуть завдяки рівномірному розтягуванню оболонки (встигають вирости ще до її затвердіння, що є наслідком великої швидкості наповнення). Щоб відрізнити викопну подушкову лаву від лопатеподібної, треба, щоб її кірка добре збереглася і щоб її було добре видно, що буває далеко не завжди.

### Пахоехое
Викопні подушкові лави можуть бути дуже схожими й на лави типу пахоехое — застиглі на суходолі потоки з характерними хвилями, складками та здуттями. Зокрема, і ті й інші часто містять порожнини та концентричні шари бульбашок у верхній частині. Головна відмінність подушкової лави — наявність між «подушками» гіалокластиту (маси уламків їх скляної кірки). Крім того, у неї менше перемичок між окремими тілами та більше об'єм проміжків між ними. «Подушки» більш округлі, ніж потоки пахоехое (через дію сили Архімеда, що компенсує силу тяжіння), а їх кірка більш товста (через швидке охолодження) та містить менше газових бульбашок (через тиск води). Розколюється подушкова лава, на відміну від лави пахоехое, переважно радіальними тріщинами.

## Дослідження
Хоча подушкової лави на Землі дуже багато, її вивчення довго йшло дуже повільно, оскільки вона утворюється (і здебільшого знаходиться) під водою. Проблемою було навіть визначення форми «подушок» та характеру їх з'єднання, оскільки їх спостерігали переважно на двовимірних відслоненнях нагромаджень.
Вперше на подушкову лаву звернули увагу ще в XIX столітті. 1897 року з'явилася гіпотеза про її підводне походження. 1909 року вона була підтверджена спостереженнями за лавою, що стікає в океан з вулкана Матавану (Самоа), і до 1914 року стала надійно встановленою. В 1960-х роках було виявлено, що ця лава вкриває велику частину дна океанів. В 1970-х роках в водах Гавайських островів, куди стікає лава вулкана Кілауеа, формування «подушок» вперше було зняте на плівку та детально досліджене нирцями.
Формування подушкової лави можна моделювати в лабораторних умовах. Поліетиленгліколь, вилитий у холодний розчин сахарози, набуває таких же форм, як застигла під водою лава. Залежно від швидкості виливу та похилу дна це можуть бути «подушки» або покриви різних видів. Таке моделювання дає можливість з'ясувати, в яких умовах з'являються різні типи застиглої лави.
Дослідження подушкових лав може дати чимало інформації про геологічну історію місцевості:
- вони служать ознакою того, що під час їх утворення там була водойма[18][6][32] (хоча їх не завжди вдається відрізнити від лав типу пахоехое, які утворюються на суші)[5];
- форма «подушок» та порожнин у них дає можливість визначити, чи не піддавався шар, що їх містить, нахилу: їх опуклі сторони вказують напрям вгору під час їх формування[27][15][28] (хоча на крутих схилах «подушки» можуть відриватися одна від одної та нагромаджуватися безладно[23]; крім того, вони можуть бути деформовані тектонічними процесами[40]);
- багатошаровість кірки вказує на те, що «подушка» утворилася на невеликій глибині — до 1–2 км (хоча іноді трапляються і глибоководні лави з цією ознакою, і мілководні без неї)[17][11];
- наявність у «подушці» довгих витягнутих пухирців говорить про її формування на неглибокій приблизно горизонтальній поверхні (при великому похилі лава руйнує їх своїм швидким рухом)[6][11];
- як і інші застиглі лави, «подушки» становлять інтерес для палеомагнітних досліджень. Вони мають високостабільну залишкову намагніченість, яка показує напрямок магнітного поля Землі в момент затвердіння[24][41] (хоча напрямок намагніченості може з різних причин помітно варіювати між різними зразками з одного місцезнаходження[30]). Ймовірно, подушкова лава відіграє провідну роль у появі смугових магнітних аномалій[41].

Для калій-аргонового датування «подушки» та інші підводні лави підходять набагато гірше наземних. По-перше, через склувату кірку та великий зовнішній тиск з них при застиганні не повністю видаляється аргон (тобто не відбувається обнулення радіоізотопного «годинника», що робить виміряний вік завищеним). Цей ефект тим сильніший, чим більша глибина виверження і чим менша відстань від кірки «подушки». По-друге, через взаємодію з морською водою в них збільшується вміст калію (що занижує виміряний вік). Тому вік океанічних лав доводиться визначати іншими методами — палеонтологічним (за супутніми осадовими породами) та магнітостратиграфічним.